# سیارک ۲۵۰۲۹
سیارک ۲۵۰۲۹ (به انگلیسی: 25029 Ludwighesse، نامگذاری:1998QO28) بیست و پنج هزار و بیست و نهمین سیارک کشف شده‌است که در ۲۶ اوت ۱۹۹۸ کشف شد.
قدر مطلق سیارک برابر ۱۴.۱ است.